# Liste des conseillers départementaux de l'Aveyron
Pour un article plus général, voir Conseil départemental de l'Aveyron.

## Composition du Conseil départemental de l'Aveyron (46 sièges)
| Président du Conseil général                                              |                                      |     |    |
| Arnaud Viala (DVD)                                                        |                                      |     |    |
| Majorité départementale - Union de la droite et du centre(34 conseillers) |                                      |     |    |
|                                                                           | Divers droite                        | DVD | 19 |
|                                                                           | Les Républicains                     | LR  | 10 |
|                                                                           | Union des démocrates et indépendants | UDI | 4  |
|                                                                           | Mouvement radical                    | MR  | 1  |
| Opposition - Union de la gauche(10 conseillers)                           |                                      |     |    |
|                                                                           | Divers gauche                        | DVG | 7  |
|                                                                           | Parti radical de gauche              | PRG | 2  |
|                                                                           | Parti socialiste                     | PS  | 1  |
| Opposition - Sans étiquette(2 conseillers)                                |                                      |     |    |
|                                                                           | Sans étiquette                       | SE  | 2  |

## Liste des conseillers départementaux de l'Aveyron
| Canton                         | Conseiller départemental | Étiquette | Étiquette |
| Aubrac et Carladez             | Vincent Alazard          |           | DVD       |
| Aubrac et Carladez             | Annie Cazard             |           | DVD       |
| Aveyron et Tarn                | André At                 |           | LR        |
| Aveyron et Tarn                | Brigitte Mazars          |           | LR        |
| Causse-Comtal                  | Magali Bessaou           |           | LR        |
| Causse-Comtal                  | Jean-Luc Calmelly        |           | DVD       |
| Causses-Rougiers               | Monique Aliès            |           | DVD       |
| Causses-Rougiers               | Christophe Laborie       |           | MR        |
| Ceor-Ségala                    | Jacques Barbezange       |           | UDI       |
| Ceor-Ségala                    | Virginie Firmin          |           | DVD       |
| Enne et Alzou                  | Hélian Cabrolier         |           | DVG       |
| Enne et Alzou                  | Graziella Pierini        |           | DVG       |
| Lot et Dourdou                 | Michèle Buessinger       |           | DVD       |
| Lot et Dourdou                 | Christian Tieulie        |           | DVD       |
| Lot et Montbazinois            | Bertrand Cavalerie       |           | PS        |
| Lot et Montbazinois            | Cathy Mouly              |           | DVG       |
| Lot et Palanges                | Christian Naudan         |           | DVD       |
| Lot et Palanges                | Christine Presne         |           | UDI       |
| Lot et Truyère                 | Jean-Claude Anglars      |           | LR        |
| Lot et Truyère                 | Francine Lafon           |           | LR        |
| Millau-1                       | Claude Assier            |           | LR        |
| Millau-1                       | Hélène Riviere           |           | DVD       |
| Millau-2                       | Jean-François Galliard   |           | UDI       |
| Millau-2                       | Karine Orcel             |           | DVD       |
| Monts du Réquistanais          | Michel Causse            |           | DVD       |
| Monts du Réquistanais          | Nathalie Puel            |           | DVD       |
| Nord-Lévezou                   | Dominique Gombert        |           | DVD       |
| Nord-Lévezou                   | Jean-Philippe Sadoul     |           | UDI       |
| Raspes et Lévezou              | Nadine Fraysse           |           | DVD       |
| Raspes et Lévezou              | Arnaud Viala             |           | DVD       |
| Rodez-1                        | Arnaud Combet            |           | DVG       |
| Rodez-1                        | Sarah Vidal              |           | DVG       |
| Rodez-2                        | Serge Julien             |           | LR        |
| Rodez-2                        | Emilie Saules-Le Bars    |           | DVD       |
| Rodez-Onet                     | Valérie Abadie-Roques    |           | DVD       |
| Rodez-Onet                     | Jean-Philippe Abinal     |           | DVD       |
| Saint-Affrique                 | Sébastien David          |           | LR        |
| Saint-Affrique                 | Émilie Gral              |           | LR        |
| Tarn et Causses                | Kateline Durand          |           | DVG       |
| Tarn et Causses                | Edmond Gros              |           | DVG       |
| Vallon                         | Sylvain Couffignal       |           | SE        |
| Vallon                         | Nathalie Dugast          |           | SE        |
| Villefranche-de-Rouergue       | Stéphanie Bayol          |           | RAD       |
| Villefranche-de-Rouergue       | Éric Cantournet          |           | MR        |
| Villeneuvois et Villefranchois | Jean-Pierre Masbou       |           | DVD       |
| Villeneuvois et Villefranchois | Gisèle Rigal             |           | DVD       |